# محوطه گورستان علی‌آباد جوانمرد
محوطه قبرستان علی‌آباد جوانمرد در شهرستان سلسله، بخش مرکزی، روستای علی‌آباد جوانمرد واقع شده و این اثر در تاریخ ۱۸ اردیبهشت ۱۳۸۰ با شمارهٔ ثبت ۳۷۶۴ به‌عنوان یکی از آثار ملی ایران به ثبت رسیده است.